# (36197) 1999 TZ91
1999 TZ91 (asteroide 36197) é um asteroide da cintura principal. Possui uma excentricidade de 0.20315100 e uma inclinação de 9.93982º.
Este asteroide foi descoberto no dia 2 de outubro de 1999 por LINEAR em Socorro.